# Alignak
Na mitologia inuit Alignak é uma divindade lunar e deusa do clima, água, ondas, eclipse e terremoto.